# Superstar – Trau’ Dich zu träumen
Superstar – Trau’ Dich zu träumen (Originaltitel: Superstar) ist eine US-amerikanische Filmkomödie von Bruce McCulloch aus dem Jahr 1999. Die von Molly Shannon verkörperte Hauptfigur Mary Katherine Gallagher stammt aus Sketchen der Comedy-Serie Saturday Night Live.

## Handlung
Mary Katherine Gallagher ist eine irisch-amerikanische Schülerin an einer katholischen Highschool und eine soziale Außenseiterin. Sie träumt davon, ein Superstar zu werden, um einen Kuss von Sky Corrigan zu bekommen. Als sie wegen ihrer Hyperaktivität in die Sonderpädagogik geschickt wird, lernt sie dort die wilde und ebenso sozial unbeholfene Helen Lewengrub kennen, die ihre neue beste Freundin wird.
Mary erkennt die Chance, ein Superstar zu werden, als ihre Schule einen Tanzwettbewerb veranstaltet. Sie will teilnehmen, doch ihre Großmutter verbietet es ihr. Mary versucht es dennoch und gerät dabei in einen Streit mit der Cheerleaderin Evian Carrie Graham, welcher dazu führt, dass Evian und Sky sich trennen. Mary ist nun fest entschlossen, an dem Tanzwettbewerb teilzunehmen, um Skys Aufmerksamkeit zu erlangen. Als Großmutter Gallagher dies herausfindet, erzählt sie Mary die Wahrheit über den Tod ihrer Eltern. Sie wurden während eines Riverdance-ähnlichen Wettbewerbs zu Tode getrampelt anstatt, wie es Mary bisher erzählt wurde, von Hammerhaien gefressen. Aus diesem Grund will Großmutter Gallagher nicht, dass Mary auftritt.
Jedoch entscheidet sie sich, Mary bei ihrer Darbietung für den Tanzwettbewerb zu helfen, solange sie diese selbst ausführt. Mary und die anderen Schüler der Sonderpädagogik proben tagelang. Mary gewinnt den Wettbewerb und auch Skys Herz. Als Mary ihn küsst, stellt sie jedoch fest, dass er ein schrecklicher Küsser ist und entscheidet sich stattdessen lieber ihren Freund Eric Slater zu küssen.

## Kritiken
Roger Ebert schrieb in der Chicago Sun-Times vom 8. Oktober 1999, das Ansehen des Films wirke wie „ein Akt der Unfreundlichkeit“. Für Mary könne man keine Empathie empfinden, denn sie sei nicht einfach nur „unbeliebt“, sondern auch „feindselig“ und „nicht sehr nett“. Der Film beinhalte viele Witze über Katholiken, von denen ein paar lustig seien, andere stattdessen nur lahm und erzwungen.
Dennis Harvey dagegen empfand Superstar in der Variety vom 8. Oktober 1999 als „angenehme Überraschung“. Der Film sei „ungleichmäßig“ aber „amüsant“, wenngleich er vermutlich nicht an den Erfolg von Wayne’s World anknüpfen werden könne.
Das Lexikon des internationalen Films schrieb: „Einfallslos und lahm inszenierte Komödie, die auf einer Figur aus der US-Fernsehshow ‚Saturday Night Live‘ basiert. Dass diese vorwiegend um Anpassung ringt und sich dabei ungeschickt anstellt, erweist sich schon bald als ausgesprochen ermüdend.“

## Auszeichnungen
Molly Shannon wurde für ihre Darstellung für den Blockbuster Entertainment Award nominiert.

## Hintergrund
Der Film wurde in Toronto gedreht. Seine Produktion kostete schätzungsweise 34 Millionen US-Dollar. Der Film spielte in den Kinos der USA ca. 30,6 Millionen US-Dollar ein.